# David Hieronymus Grindel

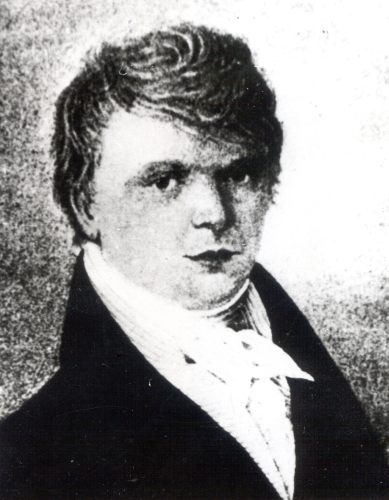
David Hieronymus Grindel, um 1800

David Hieronymus Grindel, lettisch Dāvids Hieronīms Grindelis (* 28. Septemberjul. / 9. Oktober 1776greg. auf der heute zu Riga gehörenden Insel Zaķusala; † 8. Januarjul. / 20. Januar 1836greg. in Riga, Gouvernement Livland/Russisches Kaiserreich) war ein Arzt, Pharmazeut, Chemiker und Botaniker. Er gilt als erster Naturforscher lettischer Herkunft.

## Leben und Wissenschaft
David Hieronymus Grindel wurde als Sohn des Holzaufkäufers (Mastenwrakers) Michael Grindel und dessen Ehefrau Katharina Grindel, geb. Mahniken, auf der Düna-Insel Zaķusala („Haseninsel“) geboren. Der Vater war lettischer Abstammung und hatte es in seinem Beruf zu Wohlstand gebracht. Den Familiennamen deutschte er ein. David Hieronymus Grindels Großvater Mārtiņš Grundulis war noch aus einem Landgut weggelaufen und in Riga zum Händlerhelfer geworden.
Grindel besuchte die Domschule in der livländischen Hauptstadt Riga und erhielt daneben Privatunterricht. Eigentlich hätte er Theologie studieren sollen, doch Grindel ging vor allem aus wirtschaftlichen Gründen von 1786 bis 1792 bei dem renommierten Apotheker Johann Gottlieb Struve (1722–1813) in die Lehre.
Von 1795 bis 1797 studierte er Botanik und Medizin an der Universität in Jena. Anschließend kehrte er in seine Heimatstadt Riga zurück. Im Jahr 1800 legte er als erster Lette in der russischen Hauptstadt Sankt Petersburg sein Examen als Apotheker und Chemiker ab. 1802 verlieh ihm die Universität Jena den Titel Dr. phil.
Von 1798 bis 1800 war Grindel Provisor (Verwalter), von 1800 bis 1803 Sozius (Mitinhaber) und 1803/1804 Eigentümer der Struve’schen Elephanten-Apotheke, der zweitältesten Apotheke in Riga. 1803 war Grindel zusammen mit seinem Lehrer und Mentor Struve sowie anderen Rigaer Apothekern Mitbegründer des Rigaer Pharmazeuten- und Chemikervereins, der Pharmaceutisch-Chemischen Sozietät.
1804 verkaufte Grindel die Elephanten-Apotheke an Heinrich August Schreiber (1770–1846) und ging seiner wissenschaftlichen Neigung folgend an die zwei Jahre zuvor wiedereröffnete Universität ins livländische Tartu, an die damalige Kaiserliche Universität Dorpat. Der erste Rektor der Universität, der Physiker Georg Friedrich Parrot (1767–1852), war ein Bekannter Grindels. Von 1804 bis 1814 war er dort Professor für Chemie und Pharmazie. Von 1810 bis 1812 war Grindel Rektor der Universität.
Wegen des sinkenden Professorengehalts gab Grindel 1814 seine Professorenstelle auf und kaufte die Elephanten-Apotheke in Riga zurück. Die tägliche Arbeit überließ er den Provisoren; Grindel konzentrierte sich stark auf seine wissenschaftliche und publizistische Tätigkeit. Von 1818 bis 1820 gab er die Rigaischen Stadtblätter heraus. Anschließend beschloss er auf der Suche nach neuen Herausforderungen, Arzt zu werden. Von 1820 bis 1823 studierte Grindel Medizin an der Universität in Tartu und gab gleichzeitig vertretungsweise Vorlesungen in Chemie. Ab 1823 war er als praktischer Arzt in Riga tätig, ein Jahr später als Rigaer Kreisarzt.

## Mitgliedschaften und Ehrungen
Grindel gehörte zahlreichen wissenschaftlichen und Fachvereinigungen an. Seit 1802 war er unter anderem Mitglied der Livländischen Gemeinnützigen und Ökonomischen Sozietät. Er war seit 1807 Korrespondierendes Mitglied der Russischen Akademie der Wissenschaften und der Akademie für Medizin und Chirurgie in Sankt Petersburg. Er war Mitglied der Kurländischen Gesellschaft für Literatur. Grindel war Ehrenmitglied der Pharmazeutischen Gesellschaft Sankt Petersburg.
Nach David Hieronymus Grindel ist in der Botanik die Astereae-Gattung Grindelia (mit der Art Grindelia squarrosa) benannt.
Grindel war auch als Schriftsteller aktiv. 1802 erhielt er die goldene Preismedaille der Freien Ökonomischen Gesellschaft in Sankt Petersburg.

## Gedenken
Grindel starb 1836 nach schwerer Krankheit in Riga im Alter von 59 Jahren. Er liegt auf dem Friedhof Mārtiņa kapi der lettischen Hauptstadt begraben.
Die 1903 eingeweihte Gedenktafel in deutscher Sprache an der Kapelle lautet
1803. 1903.

Die Rigasche Pharmazeutische Gesellschaft

in dankbarer Erinnerung ihrem Stifter

dem Rigaschen Apotheker

nachherigem Rektor der Dorpeter Universität

Dr. David Hieronymus Grindel

geb. 28. Sept. 1776 gest. 8. Jan. 1836

## Werke
Grindel verfasste zahlreiche Abhandlungen in den Bereichen Botanik, Chemie und Pharmazie. Zu den wichtigsten Publikationen gehören:
- Allgemeine Übersicht der neuen Chemie (Mitau 1798)
- Botanisches Taschenbuch für Liv-, Cur- und Ehstland (Riga 1803)
- Grundriß der Pharmacie zu Vorlesungen. Hartmann, Riga 1806 urn:nbn:de:hbz:061:2-10571
- Handbuch der theoretischen Chemie zu akademischen Vorlesungen (Dorpat 1808)
- Taschenbuch für prüfende Ärzte und Apotheker (Riga 1808)
- Taschenbuch für prüfende Aerzte und Apotheker. Riga 1808. urn:nbn:de:hbz:061:2-9050
- Chinasurrogat oder ein neues Arzneymittel (Leipzig 1809)
- Briefe ueber die Chemie zur belehrenden Unterhaltung für Dilettanten (Dorpat, 1812)
- Briefe ueber die Chemie zur belehrenden Unterhaltung fuer Dilettanten. Band 2 (Riga 1814)

Grindel gab von 1803 bis 1808 die deutschsprachige Fachzeitschrift Russisches Jahrbuch für Pharmacie heraus (6 Bände), 1809/10 das Russische Jahrbuch der Pharmacie und Chemie (2 Bände) und von 1819 bis 1824 die Medizinisch-pharmaceutischen Blätter (4 Jahrgänge).

## Privatleben
Grindel war in erster Ehe seit 1802 mit Viktoria Regina Wolleyd aus Königsberg verheiratet. Sie starb sechs Jahre später im Alter von nur 24 Jahren.
1808 heiratete er in Riga die aus Pärnu (Pernau) stammende Amalie Elisabeth Schmidt. Beider Sohn war der russländische Marinearzt Georg Grindel (1810–1845), der als Dichter und Komponist zahlreicher Burschenlieder bekannt wurde.